# Madang Fox FC
A Madang Fox egy pápua új-guineai labdarúgócsapat, melynek székhelye Madang városában található és a Pápua új-guineai labdarúgó-bajnokság első osztályában szerepel. Hazai mérkőzéseit a Laiwaden Ovalban játssza.

## OFC-bajnokok ligája
A 2015–16-os idényben a csapat nem jutott be a pápua új-guineai labdarúgó-bajnokság rájátszásába, de mivel a későbbi győztes Hekari United csapatát kizárták, ezért a szövetség őket jelölte meg az indulásra a 2017-es OFC bajnokok-ligájában. A klub az A-csoportba került, mérkőzéseit pedig Új-Kaledónián, a Stade Numa Dalyben játszhatta. A csoportkör első mérkőzésén a Madang gólgazdag mérkőzésen kikapott 7-3-ra a tahiti Central Sport együttesétől. Három nappal később a pápua új-guineai csapat legyőzte nagy csatában 4-3-ra a szamoai Lupe ole Soaga gárdáját. A csoportkör utolsó, harmadik meccsén a Madang Fox 5-0-s sima vereséget szenvedett az új-kaledóniai AS Magenta csapatától. Az együttes 3 pontjával a harmadik helyen végzett csoportjában és nem jutott be az elődöntőbe.

## Jelenlegi keret
A 2017-es OFC-bajnokok ligájára nevezett keret
| #  |     | Poszt | Név            |
| -- | --- | ----- | -------------- |
| 1  | PNG | K     | Glen Agat      |
| 3  | PNG | V     | Nigel Malagian |
| 4  | PNG | V     | Don Angongi    |
| 5  | PNG | V     | Langarap Samol |
| 6  | PNG | KP    | Samuel Kini    |
| 7  | PNG | V     | Max Sengum     |
| 8  | PNG | CS    | Solomon Mapai  |
| 9  | PNG | CS    | Patrick Aisa   |
| 10 | PNG | KP    | Eliuda Pohei   |
| 11 | PNG | KP    | Vanya Malagian |
| 12 | PNG | KP    | Darren Steven  |

| #  |     | Poszt | Név             |
| -- | --- | ----- | --------------- |
| 13 | PNG | KP    | Hanson Topio    |
| 14 | PNG | CS    | Michael Tole    |
| 15 | PNG | V     | Vincent Worio   |
| 16 | PNG | CS    | Papalau Awele   |
| 17 | PNG | KP    | Jacob Sabua     |
| 18 | PNG | KP    | Stahl Gubag     |
| 19 | PNG | KP    | Steven Inia     |
| 20 | PNG | K     | Kusuga Komolong |
| 21 | PNG | KP    | Maskulan Pulung |
| 23 | PNG | K     | Leehan Manasseh |

### Szakmai stáb
| Név                 | Poszt               |
| ------------------- | ------------------- |
| Francis Moyap       | vezetőedző          |
| Amos Romo           | asszisztens edző    |
| Tweedy Malagian     | menedzser           |
| Moses Tekwie        | küldöttség vezető   |
| Flemming Serritslev | technikai tanácsadó |

Forrás: oceaniafootball.com (frissítve: 2017. 03. 09.)

## Eredmények
- National Soccer League
  - Második: 2015[12]
- PNGFA Cup
  - Győztes: 1990, 2003[13]
- Besta Cup
  - Ezüstérmes: 2015[13]